# سرایم (روستا)
 سرایم  به عربی ( الَسرایمِ  )، روستایی است در دهستان 

## جمعیت
جمعیت آن (۱۶۹) نفر (۷ خانوار) می‌باشد.